# Hermiona Asachi
Hermiona Asachi (alte nume: Ermiona sau Hermione, după căsătorie: Hermione Quinet; n. 16 decembrie 1821, Iași, Moldova – d. 9 decembrie 1900, Paris, Île-de-France, Franța) a fost o traducătoare din limba franceză și italiană, scriitoare și editoare română.

## Biografie
Fiica adoptivă a lui Gheorghe Asachi și a Elenei (născută Teyber, fiica compozitorului austriac Anton Teyber  și nepoata lui Franz Teyber⁠(d)), pasionată de literatură și istoria veche și beneficiind de cunoștințele tatălui, cunoscător a vreo șase limbi străine, și ale mamei, muziciană recunoscută, Hermiona și-a însușit o bogată cultură, devenind pianistă eminentă și fină interpretă la harfă. A fost fiica lui Kiriaco Melirato și a Elenei Teyber (sau Tauber), fiind adoptată de Gheorghe Asachi, al doilea soț al Elenei, în anul 1840.
Traduce încă de la 18 ani (în 1839), începând cu nuvela René Paul și Paul René de Émile Deschamps⁠(d), publicată în „Almanahul literar” și apreciată mai târziu de Mihai Eminescu.
Face prima traducere în românește din Silvio Pellico⁠(d).
Publică un volum cu povestiri biblice intitulat Istoria sfântă pentru tinerimea moldo-română (1840) și traduce din Silvio Pellico și Benjamin Franklin texte pe care le publică în Albina românească. 
După eșecul căsătoriei cu prințul Alecu Moruzi, rămasă foarte tânără singură cu un copil, George, născut la 1 ianuarie 1839, Hermiona pleacă la Paris pentru a-și desăvârși studiile (1841-1845), tatăl ei dorind ca ea să aibă o serioasă pregătire spirituală. Se stabilește, din 1845, la Paris, unde intră în cercul intelectualilor revoluționari francezi.
Căsătorită în 21 iulie 1852 cu istoricul Edgar Quinet, se dedică editării operelor acestuia și editează cărțile scrise de tatăl său în limba franceză. Proscriși prin Decretul din 9 ianuarie 1852, după proclamarea lui Napoleon al III-lea împărat al Franței, soții au îndurat exilul 19 ani, până la căderea celui de al doilea imperiu, la 4 septembrie 1870, când împăratul a fost înlăturat și s-au putut întoarce la Paris. Zilele înstrăinării de patrie au fost consemnate în Memorii din exil, scris de Hermiona și publicat în 1868 de Librăria internațională din Paris.
A corespondat cu unii dintre marii intelectuali francezi, printre care Victor Hugo, Jules Michelet, Louis Blanc ș.a.
Spre deosebire de tatăl său, a fost de partea Revoluției de la 1848 ca fenomen înnoitor și modernizator al Europei. De aceea a și plecat și acesta a și fost substratul apropierii ei de lumea franceză.

## Opera
- René-Paul și Paul-René, traducere din Emile Deschamps, 1839;
- Rut, traducere din Karoline Pichler, 1839;
- Istoria sfântă pentru tinerimea moldo-română (tradusă cu adăogiri de Ermiona Muruz născută Asaki), Iași, Albina, 1840; ediția a 2-a Iași, Institutul Albinei, 1846;
- Despre îndatoririle oamenilor, traducere din Silvio Pellico, 1843
- Mémoires d’exile (Bruxelles-Oberland), Paris, Librairie Internationale, 1868;
- Cinquante ans d’amitié: Michelet-Quinet, 1899;
- Edgar Quinet avant l'exil 1888
- Edgar Quinet depuis l'exil, 1889

## Legături externe
- fr Correspondance. Lettres à sa mère. (Paris, Germer, 1877), Online Books by Hermione Quinet (Quinet, Hermione (Asachi) 1821-1900)
- fr Paris, journal du siège, par Mme Edgar Quinet, précédé d'une préface d'Edgar Quinet, 1873
- fr Edgar Quinet avant l'exile, by Quinet, Hermione (Asachi), 1821-1900